# Igor Poljakov
Igor Nikolajevitj Poljakov (på russisk: Игорь Николаевич Поляков) (født 15. juli 1912 i Moskva, død 16. maj 2008 smst.) var en russisk roer.

## Rokarriere
Poljakov, der var styrmand, begyndte at dyrke roning i 1928, mens han gik på teknikum. Han var med til at vinde seks sovjetiske mesterskaber for sin klub, Krylya Sovetov, blandt andet i denne klubs otter. Sovjetunionen sendte Krylya-otteren til OL 1952 i Helsinki; den øvrige besætning bestod af Jevgenij Brago, Jevgenij Samsonov, Aleksej Komarov, Slava Amiragov, Igor Borisov, Leonid Gissen, Vladimir Krjukov og 
Vladimir Rodimusjkin. Den sovjetiske båd vandt først sit indledende heat og blev derpå nummer to i semifinalen, hvilket gav et ekstra løb i form af et opsamlingsheat, som Sovjetunionen vandt sikkert. I finalen holdt den sovjetiske båd nogenlunde trit med den amerikanske i begyndelsen, men efterhånden blev det klart, at de forsvarende olympiske mestre fra USA ikke kunne hentes og sikrede sig guldet mere end fem sekunder foran den sovjetiske, der fik sølv, mens Australien fik bronze.
Efter afslutningen af sin aktive karriere arbejdede Poljakov som rotræner.

## OL-medaljer
- 1952:  Sølv i otter